# آوج
آوَج مرکز شهرستان آوج در استان قزوین است. این شهر در جاده قزوین_همدان و در ۱۱۰ کیلومتری شهر قزوین واقع شده است. شهر آوج به دلیل همجواری با پایتخت‌های دولت مادها، ایلخانان و صفویان، دارای تاریخی طولانی و قدیمی است. در دوره حکومت سلجوقیان که سنی مذهب بودند، آوج (آوا) به همراه ری و قم ۳ منطقه شیعه‌نشین بوده است.

## جمعیت
جمعیت این شهر در سال ۱۳۹۵ برابر با ۵٬۱۴۲ نفر و ۱٬۶۲۱ خانوار بوده است. مردم این شهر از بومیان منطقه هستند و به زبان ترکی آذربایجانی سخن می‌گویند.

## مکان‌های تاریخی و گردشگری[۳]
شهر آوج به علت تاریخ طولانی و طبیعت بکرش مکان‌های تاریخی و گردشگری بسیاری را در خود جای داده است.

### آبشار شاه‌دره و پل معلق

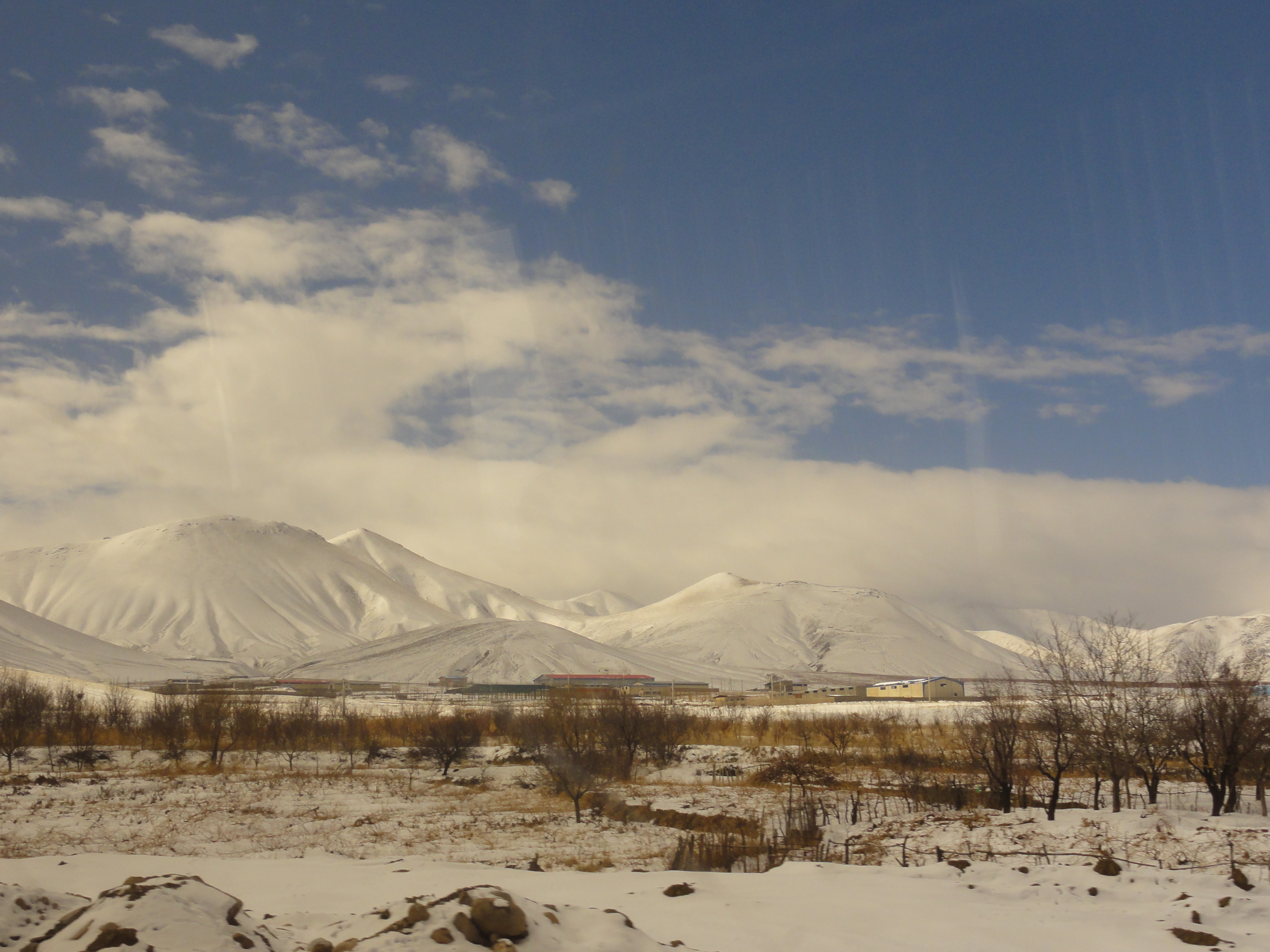
کوه‌های آوج

درّهٔ تنگ و عمیق شاه دره در غرب آوج قرار دارد و آبشاری به همین نام در درون آن قرار گرفته است همچنین پل معلق شاه دره که دومین پل معلق ایران است بر روی این دره بکر و رنگارنگ قرار داد.

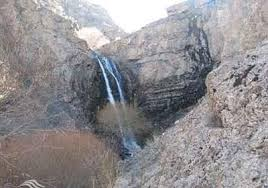
شاه دره

### کاروانسرا شاه عباسی
کاروانسرای شاه عباسی در وسط شهر آوج قرار دارد و وسعت تقریبی آن ۵۵×۵۸ متر می‌باشد و دارای طرح دو ایوانی است. شالوده کاروانسرا از سنگ‌های لاشه و قلوه سنگ بنا شده و روی آن آجرچینی شده است. کاروانسرا از داخل دارای دو ایوان و ۲۴ ایوانچه است و در پشت اکثر آن‌ها، حجره‌ها واقع شده‌اند که چهار عدد از آن‌ها به شترخان کاروانسرا راه دارند. شترخان به صورت راهرویی طویل با پوشش طاق و تَویزه است و زیر هر طاق نمای آن سکویی جهت باراندازی قرار دارد.
این کاروانسرا از جمله منزلگاه‌هایی است که در مسیرهای اصلی کشور و به دستور شاه عباس صفوی بنا شده و در سال ۱۰۴۰ هجری قمری در زمان پادشاهی شاه صفی به پایان رسیده است. متأسفانه این بنا در زلزله تیر ماه سال ۱۳۸۰ خورشیدی آسیب‌های جدی دید.

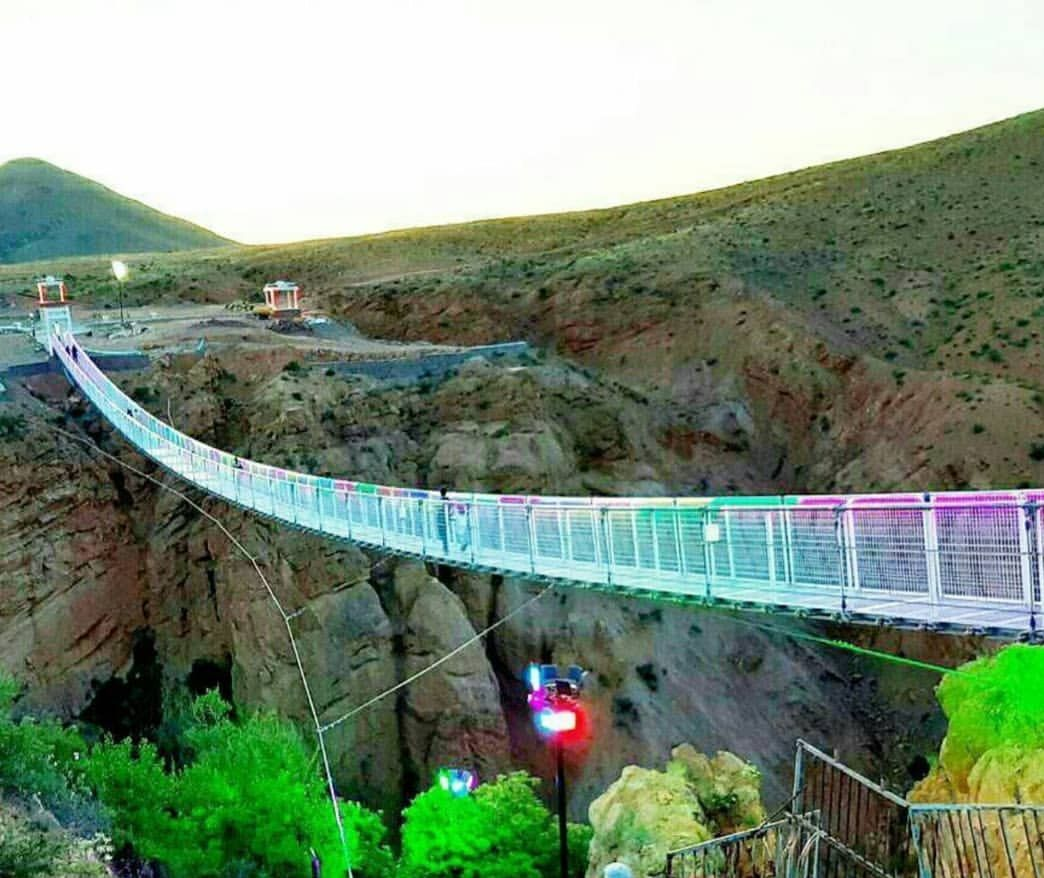
پل معلق شاهدره